# 케인 앤 린치 2: 도그 데이즈
케인 앤 린치 2 : 도그 데이즈(Kane & Lynch 2: Dog Days)는 스퀘어 에닉스의 유럽 지사가 마이크로소프트 윈도우, 플레이스테이션 3, 엑스박스 360용으로 배급하고 IO 인터랙티브가 개발한 2010년 3인칭 슈팅 비디오 게임이다. 케인 앤 린치: 데드 맨의 후속작이다.
2009년 11월 발표된 이 게임은 다큐멘터리 영화, UCC, 캠코더 영상의 비디오 품질의 영향을 받은 새로운 비주얼 스타일을 갖춘 것으로 설명되었으며 게임 내 카메라워크는 일반적으로 핸드헬드 촬영의 영향을 받았다.
이 게임은 실험 음악과 인더스트리얼 다크 앰비언트 악곡을 갖추고 있다.

## 평가
| 평론 점수 평론사 점수 PC PS3 엑스박스 360 디스트럭토이드 N/A N/A 1/10 [ 1 ] 에지 N/A 6/10 [ 2 ] 6/10 [ 2 ] 유로게이머 N/A N/A 4/10 [ 3 ] 게임 인포머 N/A 6/10 [ 4 ] 6/10 [ 4 ] 게임 레볼루션 C [ 5 ] C [ 5 ] C [ 5 ] 게임스팟 6.5/10 [ 6 ] 6.5/10 [ 6 ] 6.5/10 [ 6 ] 게임트레일러스 N/A N/A 8.1/10 [ 7 ] 게임존 6/10 [ 8 ] 6/10 [ 8 ] 6/10 [ 8 ] 자이언트 밤 N/A [ 9 ] [ 10 ] IGN 7/10 [ 11 ] 7/10 [ 12 ] 7/10 [ 12 ] Joystiq N/A N/A [ 13 ] OXM (US) N/A N/A 8/10 [ 14 ] PC 게이머 (UK) 70% [ 15 ] N/A N/A PSM N/A [ 16 ] N/A The Daily Telegraph N/A N/A 5/10 [ 17 ] The Escapist [ 18 ] N/A N/A 통합 점수 메타크리틱 66/100 [ 19 ] 62/100 [ 20 ] 63/100 [ 21 ] |        |        |              |
| 평론 점수 |        |        |              |
| 평론사 | 점수   | 점수   | 점수         |
| 평론사 | PC     | PS3    | 엑스박스 360 |
| 디스트럭토이드 | N/A    | N/A    | 1/10         |
| 에지 | N/A    | 6/10   | 6/10         |
| 유로게이머 | N/A    | N/A    | 4/10         |
| 게임 인포머 | N/A    | 6/10   | 6/10         |
| 게임 레볼루션 | C      | C      | C            |
| 게임스팟 | 6.5/10 | 6.5/10 | 6.5/10       |
| 게임트레일러스 | N/A    | N/A    | 8.1/10       |
| 게임존 | 6/10   | 6/10   | 6/10         |
| 자이언트 밤 | N/A    | [ 9 ]  | [ 10 ]       |
| IGN | 7/10   | 7/10   | 7/10         |
| Joystiq | N/A    | N/A    | [ 13 ]       |
| OXM (US) | N/A    | N/A    | 8/10         |
| PC 게이머 (UK) | 70%    | N/A    | N/A          |
| PSM | N/A    | [ 16 ] | N/A          |
| The Daily Telegraph | N/A    | N/A    | 5/10         |
| The Escapist | [ 18 ] | N/A    | N/A          |
| 통합 점수 |        |        |              |
| 메타크리틱 | 66/100 | 62/100 | 63/100       |